# Pestupis
Pestupis je říčka na západě Litvy v okrese Kretinga (Klajpedský kraj), v Žemaitsku. Pramení 7 km na západ od města Salantai, na sever od vísky Buginiai. Klikatí se v celkovém směru východojihovýchodním. Nedaleko od pramene křižuje cestu Grūšlaukė – Salantai, míjí vsi Buginiai, Bajoraliai, protéká jižním okrajem vsi Leliūnai, míjí z jihu ves Bargalis, mezi vesnicemi Pesčiai (podle kterých dostala říčka jméno) a Klecininkai protéká rybníkem Pesčių tvenkinys, křižuje silnici č. 226 Kūlupėnai – Salantai a vzápětí se vlévá se do Salantu 15,8 km od jeho ústí do řeky Minija a 2 km na jihozápad od města Salantai. Je to jeho pravý přítok.

## Přítoky
Pestupis má nevýznamný levý přítok o délce 3,1 km.